# Post-Arbeitsgesellschaft
Eine Post-Arbeitsgesellschaft (englisch Post-work society) bezeichnet in der Zukunftsforschung, Politikwissenschaft und Science-Fiction eine Gesellschaftsform, in der es weitgehend obsolet geworden ist, einer fremdbestimmten Erwerbstätigkeit nachzugehen.

## Gesellschaftsprognose
Der technische Fortschritt und das daraus folgende Wirtschaftswachstum mit einer Tendenz zur „Überproduktion“ führen in dieser Gesellschaftsprognose dazu, dass sich die Haltung zur und das Wesen der Arbeit radikal verändern.
Aufgrund der nicht mehr vorhandenen Notwendigkeit einer „fremdbestimmten Erwerbsarbeit“ nachzugehen und der Freizeit, die den Bürgern dadurch zunehmend zur Verfügung steht (siehe auch Freizeitgesellschaft), wird davon ausgegangen, dass in einer zukünftigen Gesellschaft immer mehr Menschen eine für sie sinnstiftende Tätigkeit außerhalb fester Beschäftigungsverhältnisse finden werden und es somit langfristig zu einem Paradigmenwechsel in der Wertschätzung von Arbeit innerhalb der Gesellschaft kommen wird. Richard David Precht spricht in diesem Zusammenhang auch von einer „Sinngesellschaft“.
Zu den kurzfristigen praktischen Vorschlägen, die eng mit der Post-Arbeits-Theorie verbunden sind, gehören u. a. die Einführung eines bedingungslosen Grundeinkommens sowie die Verkürzung des Arbeitstages, die Reduzierung der Anzahl an Arbeitstagen in einer Woche und die Erhöhung der Anzahl an Feiertagen.

## Theorien
Einige Theoretiker stellen sich für die Zukunft die vollständige Automatisierung aller industriellen Arbeitsplätze und die Übernahme aller eintönigen, repetitiven und damit für Menschen unwürdigen Arbeiten durch günstigere, schnellere, effizientere und akkuratere Maschinen vor, die sich im Gegensatz zu Menschen nicht über Arbeitsbedingungen beklagen. Die fremdbestimmte Arbeit wird von New Work abgelöst, die den Menschen ein selbstbestimmteres Leben in Freiheit ermöglichen soll.
Andere Theorien der Post-Arbeitsgesellschaft konzentrieren sich eher darauf, die gegenwärtige Arbeitsethik in Frage zu stellen und (wertschaffende) Aktivitäten außerhalb einer festgelegten Erwerbsarbeit zu fördern und deren Anerkennung zu erhöhen.
Aufgrund der zunehmenden Automatisierung und den geringen Kosten für die Aufrechterhaltung einer automatisierten Belegschaft im Vergleich zu einer von menschlicher Arbeitskraft abhängigen Belegschaft wird u. a. die Auffassung vertreten, dass es sich bei einer Post-Arbeitsgesellschaft um eine mit dem ökonomischen Zustand der Überflusswirtschaft handeln könnte.